# Pancoran (onderdistrict)
Pancoran is een onderdistrict (kecamatan) van de stadsgemeente Jakarta Selatan (Zuid-Jakarta) in de provincie Jakarta, Indonesië.

## Verdere onderverdeling
Het onderdistrict Pancoran is verdeeld in 6 kelurahan:
1. Kalibata, postcode 12740
2. Rawa Jati, postcode 12750
3. Duren Tiga, postcode 12760
4. Cikoko, postcode 12770
5. Pengadegan, postcode 12770
6. Pancoran, postcode 12780

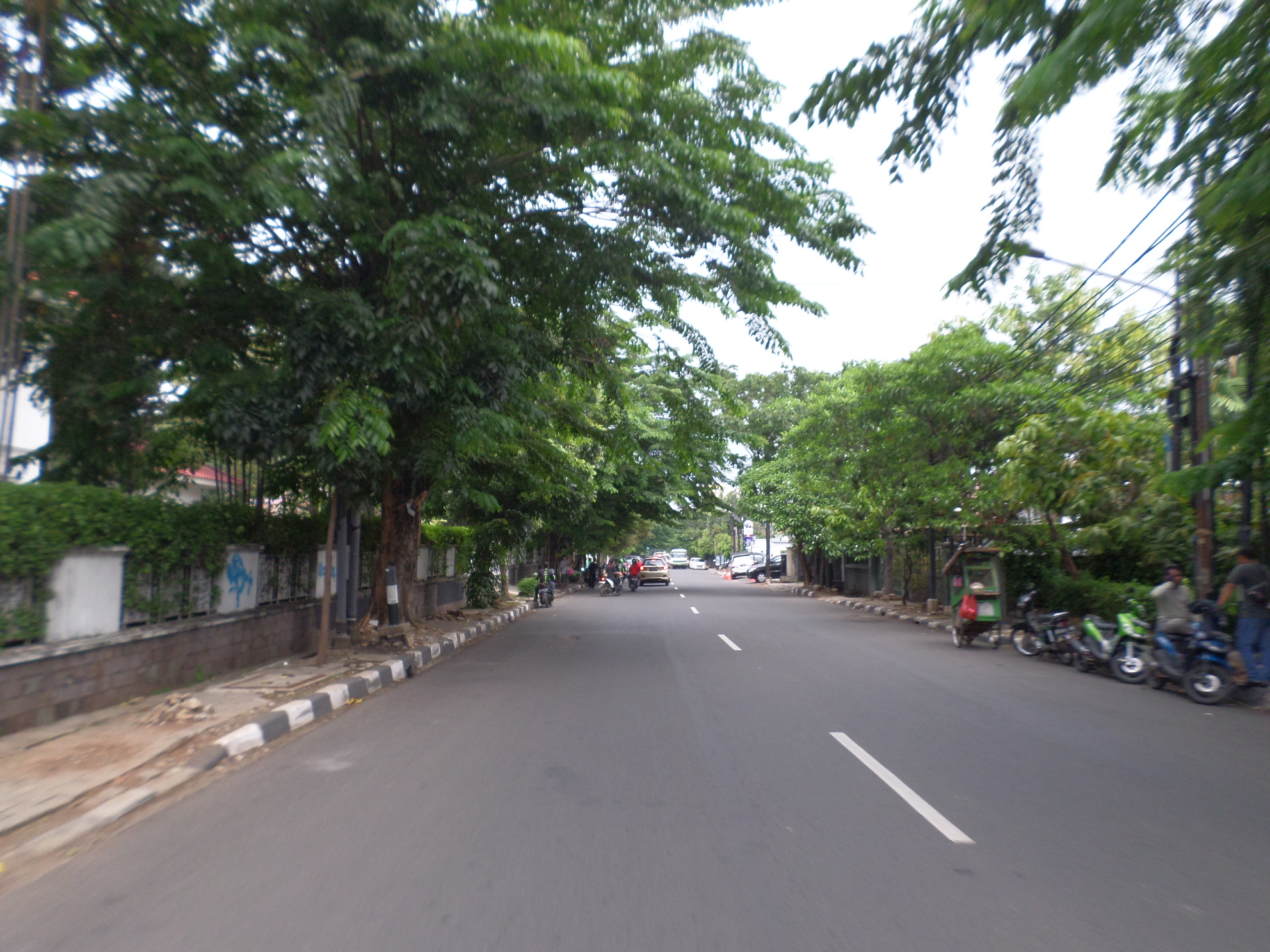
Duren Tiga, Pancoran, Zuid-Jakarta